# Demonax sawaii
Demonax sawaii là một loài bọ cánh cứng trong họ Cerambycidae.